# Елк Маунтин (Вајоминг)
Елк Маунтин (енгл. Elk Mountain) град је у америчкој савезној држави Вајоминг.

## Демографија
По попису из 2010. године број становника је 191, што је 1 (-0,5%) становника мање него 2000. године.
| Група             | 2000.       | 2010.       |
| Белци             | 178 (92,7%) | 187 (97,9%) |
| Афроамериканци    | 0 (0,0%)    | 2 (1,0%)    |
| Азијати           | 0 (0,0%)    | 0 (0,0%)    |
| Хиспаноамериканци | 10 (5,2%)   | 1 (0,5%)    |
| Укупно            | 192         | 191         |